# RNF11
RNF11‏ (Ring finger protein 11) هوَ بروتين يُشَفر بواسطة جين RNF11 في الإنسان.